# Clinton N’Jie
Clinton Mua N’Jie (* 15. August 1993 in Buea) ist ein kamerunischer Fußballspieler auf der Position eines Stürmers und Flügelspielers. Er war kamerunischer Nationalspieler.

## Vereinskarriere

### Karrierebeginn und erste Auftritte im Herrenfußball
N’Jie wurde im Jahre 1993 in der westkamerunischen Stadt Buea geboren und begann im Alter von fünf Jahren mit dem Fußballspielen. Als 13-Jähriger wurde er 2006 als einer von 80 Spielern von lokalen Scouts entdeckt und an der Ecole de Football Brasseries du Cameroun aufgenommen. Der im englischsprachigen Teil Kameruns aufgewachsene N’Jie trat daraufhin bis 2011 für die Fußballschule der Brasseries du Cameroun in Erscheinung. Danach wurde sie nach Empfehlung des Managers der Fußballschule, Jean-Flaubert Nono, dem Bruder des ehemaligen Olympique-Lyon-Spielers Jean-Jacques Nono, durch den Afrika-Scout von Lyon, Patrice Girard, nach Frankreich geholt. In den nachfolgenden Monaten verbrachte er eine zum Teil recht schwierige Zeit im Ausbildungszentrum von Olympique Lyon, wobei vor allem die Sprache eine große Hürde darstellte, da N’Jie bisher nur mit Englisch aufgewachsen war. Nach seiner Ankunft beim Klub im August 2011 wurde der Offensivspieler anfangs im U-19-Team eingesetzt, schaffte jedoch rasch den Sprung in die Reservemannschaft mit Spielbetrieb in der viertklassigen Championnat de France Amateur (CFA), wo er mit Nabil Fekir und Anthony Martial ein kongeniales Angriffstrio bildete. Sein Debüt für die B-Mannschaft absolvierte er am 14. November 2011 bei einem 2:0-Heimsieg über den FC Mulhouse, als er in der 90. Spielminute für den Torschützen zum 2:0, Mohamed Yattara, eingewechselt wurde. Im weiteren Saisonverlauf wurde der Kameruner in zahlreichen Ligapartien eingesetzt und brachte es bis zum Saisonende, als er mit der Mannschaft auf dem ersten Platz der Gruppe B, der viergleisigen CFA, rangierte, auf eine Bilanz von fünf Toren bei insgesamt 14 Viertligaeinsätzen. Da die Mannschaft jedoch bereits in der höchstmöglichen Liga für B-Teams von Profivereinen agierte, folgte dementsprechend kein weiterer Aufstieg in die Drittklassigkeit und das Team verblieb als Meister in der vierthöchsten Fußballliga des Landes.

### Langsamer Durchbruch als Profi
In der nachfolgenden Spielzeit 2012/13 brachte es der 1,75 m große Offensivspieler auf 26 Ligaeinsätze für die B-Mannschaft, agierte dort jedoch zumeist nur als Ersatzspieler und brachte es bis zum Saisonende auf lediglich zwei Ligatreffer, obwohl er über weitere Teile der Saison als Stürmer eingesetzt wurde. Aufgrund seiner Leistungen in der Reserve machte der mittlerweile 19-Jährige auch die Verantwortlichen des Profiteams mit Spielbetrieb in der Ligue 1 auf sich aufmerksam und debütierte schließlich am 18. November 2012 unter Rémi Garde in der französischen Erstklassigkeit, als er ab der 89. Minute für den Senegalesen Bafétimbi Gomis auf den Rasen kam. Nach einem weiteren Kurzeinsatz eine Woche später, brachte er es im Dezember 2012 und März 2013 noch jeweils auf einen weiteren kurzen Einsatz als Ersatzspieler für den amtierenden Vorjahrespokalsieger. Während er in der Ligue 1 mit der Mannschaft den dritten Platz im Endklassement der Spielzeit 2012/13 erreichte, rangierte er mit dem CFA-Team auf dem fünften Platz der Gruppe B. In der Saison 2013/14 fand der Kameruner zurück zu seiner Offensivstärke und erzielte in 19 Viertligaspiele insgesamt acht Tore, womit er bester Torschütze seines Teams war und zum Saisonende mit der Mannschaft den vierten Tabellenplatz belegte. Ab Anfang März 2014 stand er auch wieder im Profiaufgebot von OL, wobei er bis Anfang Mai 2014 in sieben Ligapartien auf der Ersatzbank saß und dabei nur drei Mal zu wenige Minuten dauernden Kurzeinsätzen kam. Die Saison 2013/14 beendete er mit dem Team auf Rang 5, wurde aber auch während der UEFA Europa League 2013/14 für die Profis eingesetzt. Bei acht Spielen auf der Ersatzbank brachte er es einmal gegen Vitória Guimarães und zweimal gegen Juventus Turin zu Kurzeinsätzen. Während die Mannschaft im Coupe de France 2013/14 noch im Achtelfinale gegen den RC Lens vom laufenden Turnier ausschied, schaffte er es mit dem Team in der Coupe de la Ligue 2013/14 bis ins Finale, wo es zu einer knappen 1:2-Niederlage gegen Paris SG kam.

### Einsatzstarker Ersatzspieler ab 2014/15
2014/15 schaffte der gebürtige Kameruner den endgültigen Durchbruch im Profifußball, wobei erstmals in der 3. Qualirunde zur Europa League 2014/15 gegen den tschechischen Klub Mladá Boleslav eingesetzt wurde. Während er beim 4:1-Hinspielsieg noch uneingesetzt auf der Ersatzbank saß, war er im Rückspiel ab der 72. Minute im Einsatz und erzielte dabei kurz vor Spielende nach Malbranque-Vorlage den Treffer zum 2:1-Endstand. Nach dem Abgang von Garde im Sommer avancierte er unter dem neuen Trainer Hubert Fournier auch innerhalb der Liga rasch zu einem Stammspieler und wurde nicht selten, wenn auch nicht über die komplette Spieldauer, als Mittelstürmer eingesetzt. Nachdem er mit der Mannschaft noch in der letzten Qualifikationsrunde zur EL 2014/15 ausschied, dort jedoch noch die Vorlage zum 1:0-Siegestreffer im Rückspiel gab, kam er in der Ligue 1 2014/15 auf eine Bilanz von 30 Einsätzen, in denen er sieben Tore erzielte und weitere acht für seine Teamkollegen vorbereitete, womit er zu den besten Assistgebern der gesamten Liga in dieser Spielzeit gehörte. Während die Erfolge im Pokal (Aus in der 2. Runde) und im Ligapokal (ausgeschieden im Achtelfinale) ausblieben, erkämpfte sich die Mannschaft rund um das engagierte Offensivtalent den zweiten Platz im Endklassement mit acht Punkten Rückstand auf Paris SG. Auch in der Reservemannschaft brachte er es auf einen Ligaeinsatz, als er am 13. Dezember 2014 bei einem 0:0-Heimremis gegen die US Marignane über die vollen 90 Minuten durchspielte. Mit der Mannschaft brachte er es am Ende auf einen dritten Platz hinter dem traditionsreichen Vizemeister Grenoble Foot und dem Meister AS Béziers. Als sein Team im französischen Supercup gegen Paris SG ausschied, gehörte N’Jie zwar noch dem Klub an, stand aber nicht mehr im Kader.

### Wechsel nach England
Vor allem aufgrund seiner Leistungen in der vorangegangenen Saison und den ebenfalls guten Leistungen in der kamerunischen Nationalmannschaft, in die der Offensivspieler im August 2014 erstmals von Volker Finke einberufen wurde, folgte im Sommer 2015 ein Wechsel nach England. Dort unterschrieb N’Jie an seinem 22. Geburtstag für eine kolportierte Ablösesumme in Höhe von 10 Millionen Pfund plus zwei Millionen Pfund variable Bestandteile einen Fünfjahresvertrag beim Premier-League-Klub Tottenham Hotspur. Davor soll er bereits längere Zeit beim FC Arsenal im Gespräch gewesen sein, was der Spiele jedoch abstritt. Sein Pflichtspieldebüt für den Klub gab er erst einen Monat nach seiner Verpflichtung, als er beim 3:1-Hinspielsieg über den FK Qarabağ Ağdam in der Gruppenphase der Europa League 2015/16 ab der 68. Minute für Andros Townsend auf den Rasen kam. Drei Tage später gab er unter Mauricio Pochettino auch sein Ligadebüt, wobei er beim 1:0-Heimsieg über Crystal Palace in der 79. Spielminute für Son Heung-min eingewechselt wurde. Weitere Einsätze folgten in den nachfolgenden Tagen, darunter bei einem 4:1-Heimsieg über den damaligen Tabellenführer Manchester City, bei dem der Kameruner auch eine Torvorlage zu Erik Lamelas 4:1-Siegestreffer beisteuerte. In Frankreich noch als Mittelstürmer wird Clinton N’Jie in England unter Pochettino nahezu ausschließlich als Linksaußen eingesetzt.

### Rückkehr nach Frankreich
Am 31. August 2016 gab der französische Erstligist Olympique Marseille bekannt, N'Jie auf Leihbasis verpflichtet zu haben. In dieser Saison konnte N'Jie, obwohl kein Stammspieler, die Verantwortlichen in Marseille überzeugen ihn langfristig zu verpflichten. Der schnelle Offensiv-Allrounder wechselte im Sommer 2017 gegen eine Ablöse von 7 Millionen Euro fix zum Klub in Südfrankreich.

## Nationalmannschaftskarriere
Aufgrund seines schnellen Durchbruchs in der Ligue 1 ab Anfang der Spielzeit 2014/15 wurde N’Jie, der bereits davor kurzzeitig für die U-20-Nationalauswahl seines Heimatlandes aufgelaufen war, im August 2014 vom kamerunischen Nationaltrainer Volker Finke während der Qualifikation zur Afrikameisterschaft 2015 in die A-Nationalmannschaft Kameruns einberufen. In dieser gab er schließlich am 6. September 2014 bei einem 2:0-Erfolg über die Demokratische Republik Kongo sein Debüt für die unzähmbaren Löwen, als er von Beginn an an der Seite von Vincent Aboubakar im Sturm zum Einsatz kam und dabei kurz vor Abpfiff der ersten Halbzeit zur 1:0-Führung traf, während Aboubakar gen Ende der zweiten Hälfte für den 2:0-Endstand sorgte. Vier Tage später zeigte N’Jie abermals von seiner Klasse, als er bei einem 4:1-Sieg über die Elfenbeinküste gleich zwei Mal ins gegnerische Tor traf. Nachdem der schnelle Angriffsspieler in allen sechs Qualispielen zum Einsatz kam und die Mannschaft die Qualifikationsphase ohne Niederlage überstand, war N’Jie auch Bestandteil des 24-köpfigen kamerunischen Kaders während der anschließenden Afrikameisterschaft in Äquatorialguinea. Hier kam er jedoch nur im letzten Spiel seines Heimatlandes gegen die Elfenbeinküste zu einem Kurzeinsatz, als er ab Minute 67 seinen ehemaligen Ligakonkurrenten Benjamin Moukandjo ersetzte. Nach diversen Einsätzen in freundschaftlichen Länderspielen, in denen er oftmals auch als Torschütze erfolgreich war, war der Stürmer auch bereits an einer Begegnung der Qualifikation zur Afrikameisterschaft 2017 beteiligt. Bis dato (Stand: 18. Oktober 2015) absolvierte der mittlerweile 22-Jährige zwölf Länderspiele, in denen er sechs Mal zum Torerfolg kam.

## Erfolge
mit Olympique Lyon B
- Meister der Gruppe B der CFA: 2011/12

mit Olympique Lyon
- Finalist der Coupe de la Ligue: 2013/14
- Vizemeister der Ligue 1: 2014/15
- Finalist des französischen Supercups: 2015